# Красный ара
Красный ара (лат. Ara macao) — вид птиц семейства попугаевых. Выделяют два подвида.

## История
В 1553 году красные ара впервые упоминаются в литературе — в книге «Хроника Перу» Педро Сьесы де Леона:

Выходя из города Антиоча в Картахену, когда мы её заселили, капитан Хорхе Робледо и другие обнаружили столько рыбы, что мы убивали палками каких только хотели бы поймать… Водится много индюков, фазанов, попугаев разных видов, красных ара [guacamayas], очень яркой окраски.
— Сьеса де Леон, Педро. Хроника Перу. Часть Первая. Глава IX.

## Внешний вид
Длина тела 84—89 см, крыла — 28—40 см, хвоста — 50—62 см. Масса тела 900—1490 грамм.
Голова, верх крыльев, шея, верх спинки, грудка и живот ярко-красные, надхвостье и низ крыльев ярко-синие, поперек крыльев проходит жёлтая полоса (иногда на стыке жёлтых и синих перьев проявляются вкрапления зелёного цвета). Голые щёки светлые с рядами белых пёрышек. Надклювье белое с коричнево-чёрным пятном у основания клюва и чёрным кончиком, подклювье буровато-чёрное. Радужка жёлтая. У самки клюв меньше и шире в основании, а верхняя его половина имеет более крутой изгиб.

## Распространение
Красный ара обитает на юге Мексики, в Гватемале, Гондурасе, Колумбии, Венесуэле, Перу, Боливии, Бразилии, Суринаме и Гвиане. Тринидаде и Тобаго

## Образ жизни
Населяют тропические леса. Предпочитают держаться в кронах высоких деревьев. Встречается на высоте от уровня моря до 1000 м над уровнем моря.

### Питание
Красные ара питаются в основном растительной пищей, 3/4 рациона составляют семена; также в их рацион входят фрукты, орехи, насекомые, молодые побеги деревьев и кустарников. В период созревания сельскохозяйственных культур летают кормиться на поля и плантации, чем приносят ощутимый урон урожаю. В поисках пищи красные ара могут перемещаться до 15 км в день.

## Размножение

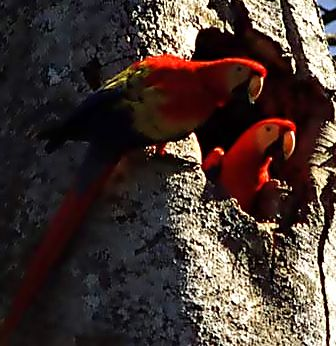
Пара красных ар в гнездовой период

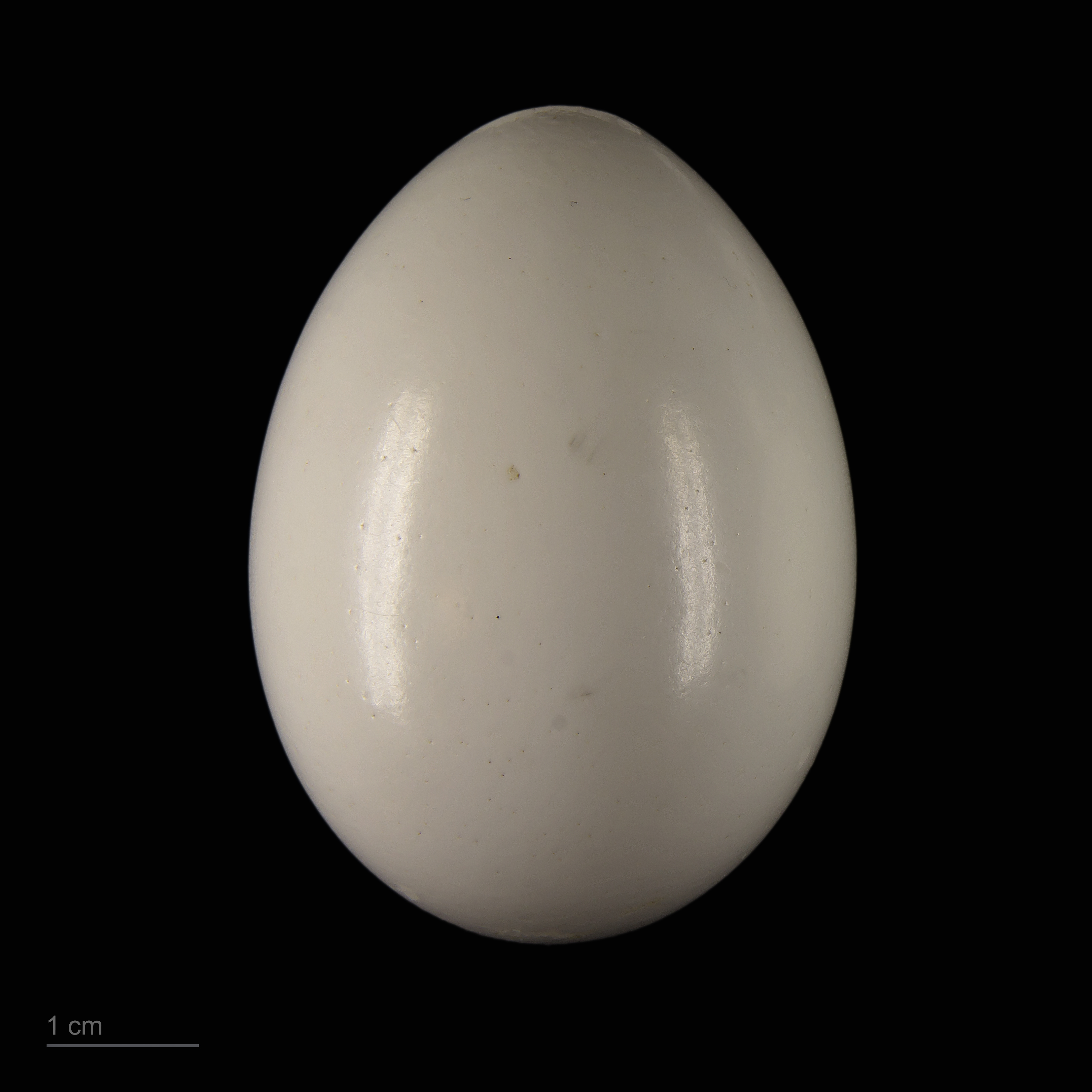
яйцо Ara macao - Тулузский музей

Очень привязаны к дуплу, где гнездятся, используют его в сезоны размножения много лет подряд. Брачный период начинается обычно в апреле — мае. Взаимоотношения птиц в это время довольно интересные. Сидя рядом на ветке, развернувшись хвостами в противоположные стороны, попугаи нежно перебирают друг другу перья на голове, шее, хвосте, под хвостом, а все действия они сопровождают негромкими булькающими звуками. Затем самец начинает пританцовывать, покачивать головой, закидывать её назад и кивать.
В кладке 2—3 яйца длиной до 50 мм, шириной 35 мм. Насиживание длится 24—26 дней. Птенцы вылупляются слепыми и голыми, в первые дни их кормит в основном самка. Она же и согревает потомство. Оперяться начинают на втором месяце жизни, а через 10 недель полностью заканчивается рост пера. В возрасте 100 дней птенцы покидают гнездо.

## Человек и красный ара

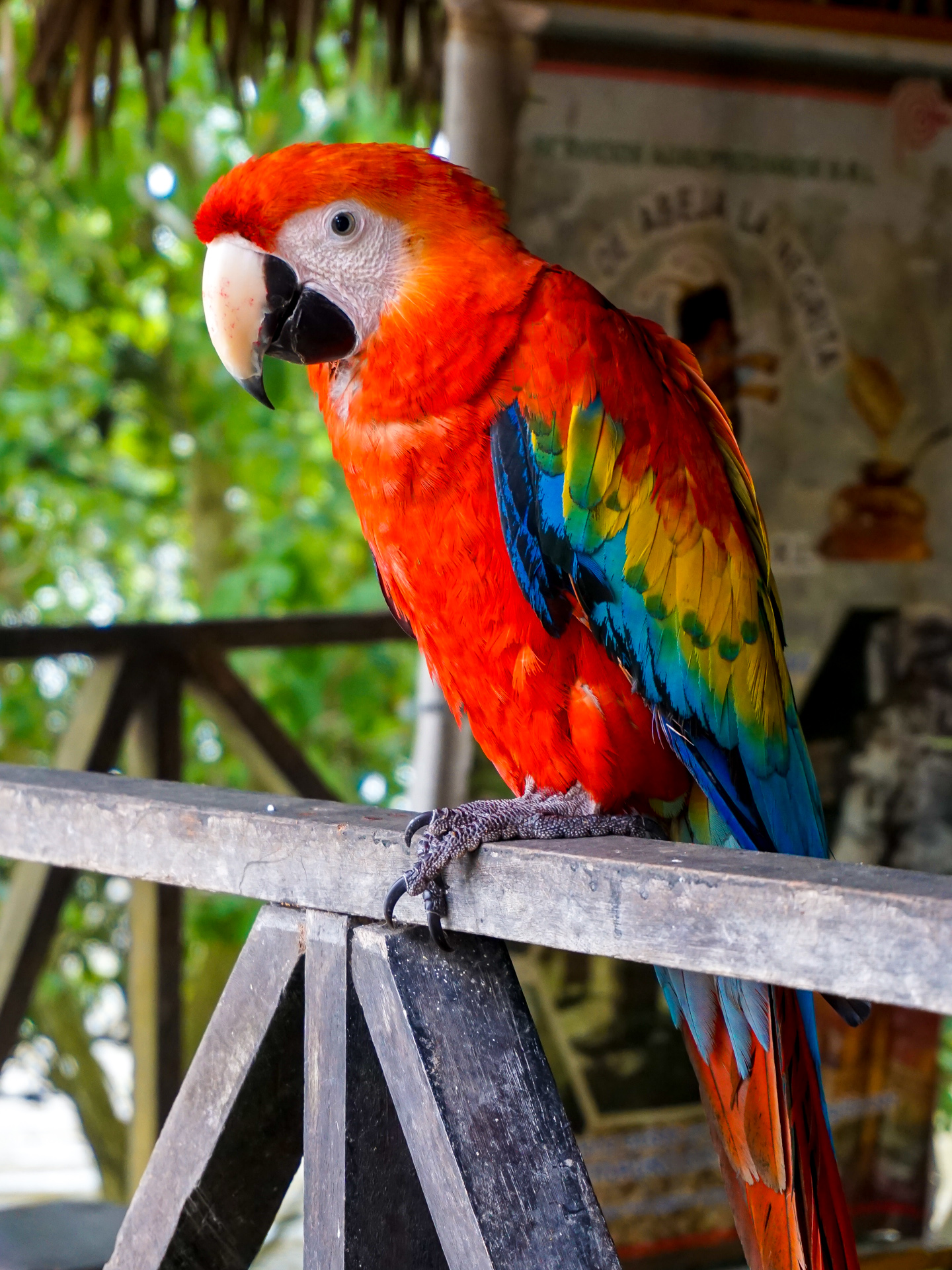

На них издавна охотились индейцы. Мясо они использовали в пищу, а перья — для оперения стрел и украшений. Мясо этих попугаев хорошего вкуса, приравнивается к говядине. Гнездо этих птиц считалось богатством и передавалось по наследству от отца к сыну, потому что длинные и яркие перья ара очень ценились в ритуальных нарядах.

### Содержание в неволе
Первые экземпляры этих попугаев попали в Европу ещё в середине XVI века. Поддаются дрессировке, могут научиться говорить до 100 и более слов. Однако относится к редким видам попугаев, содержащихся в домашних условиях. Такую крупную птицу дома содержать трудно, из-за своих размеров и громкого резкого крика они бывают невыносимы в комнатах. Живут 35-50 лет.

## Галерея

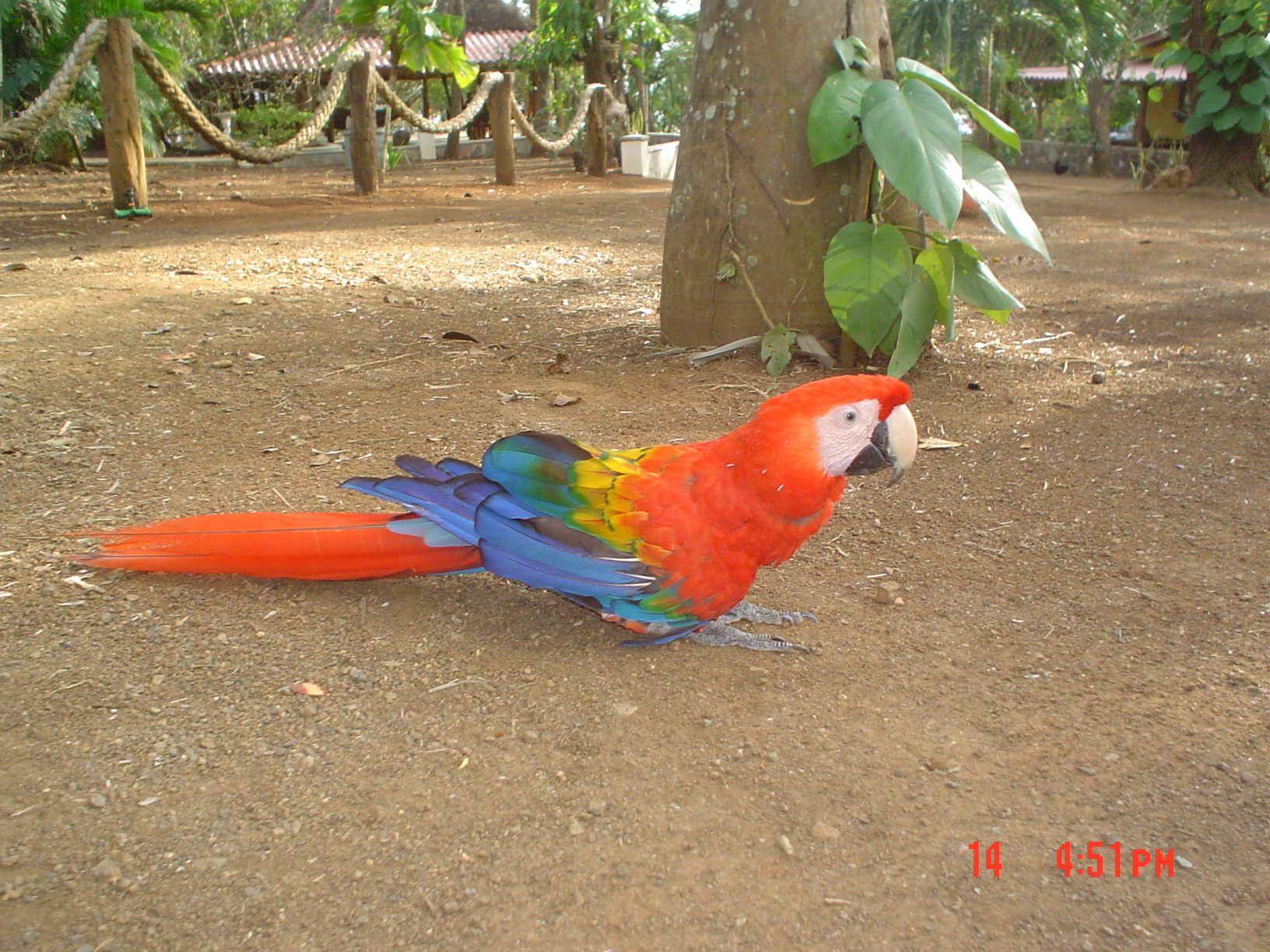
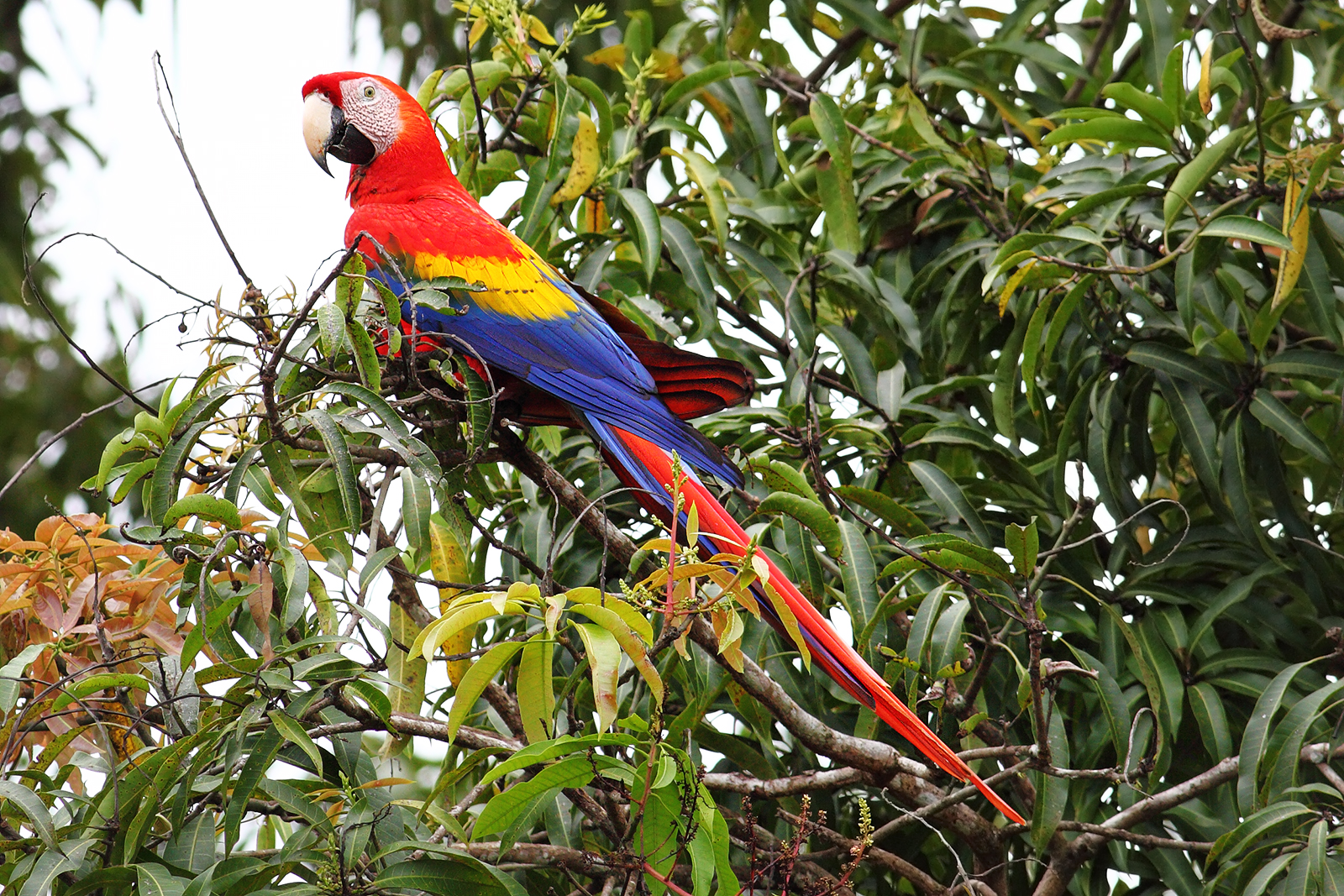
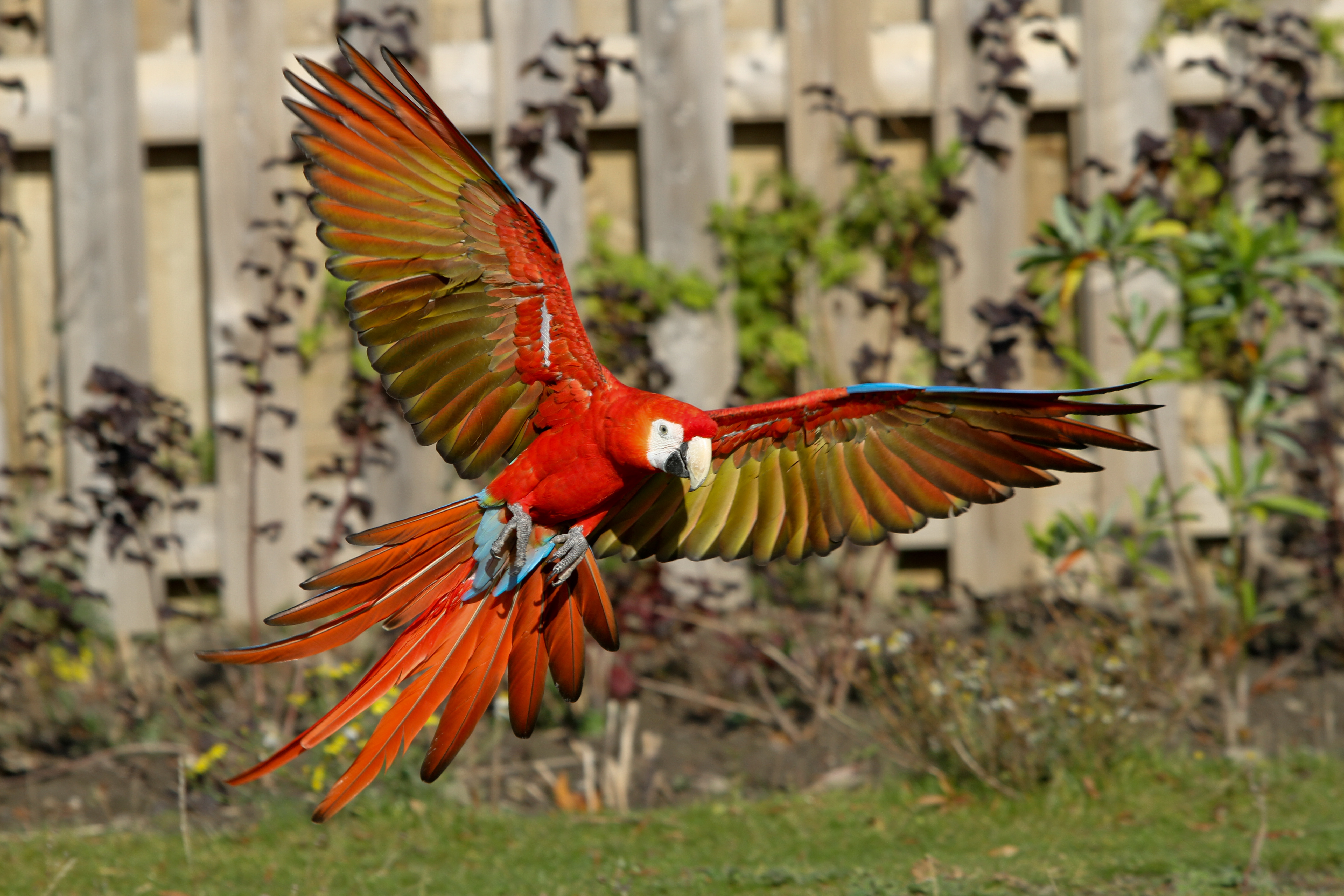
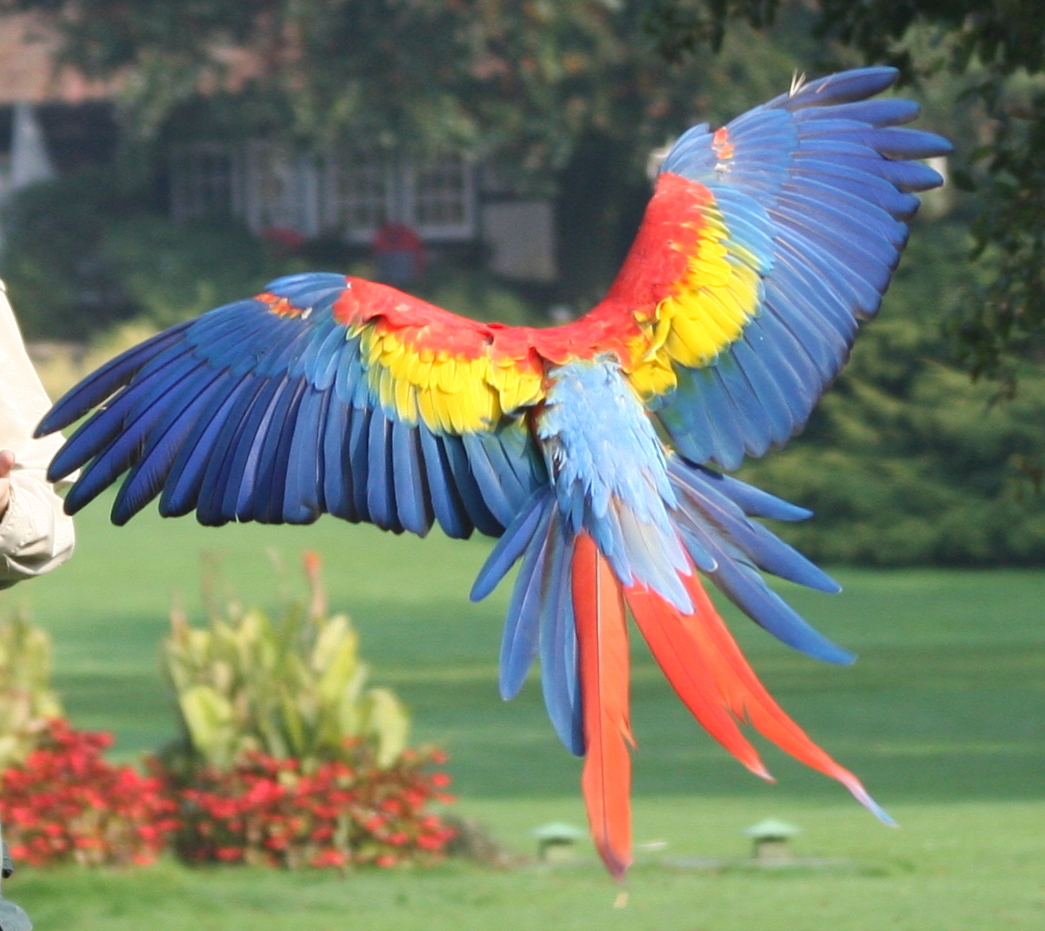
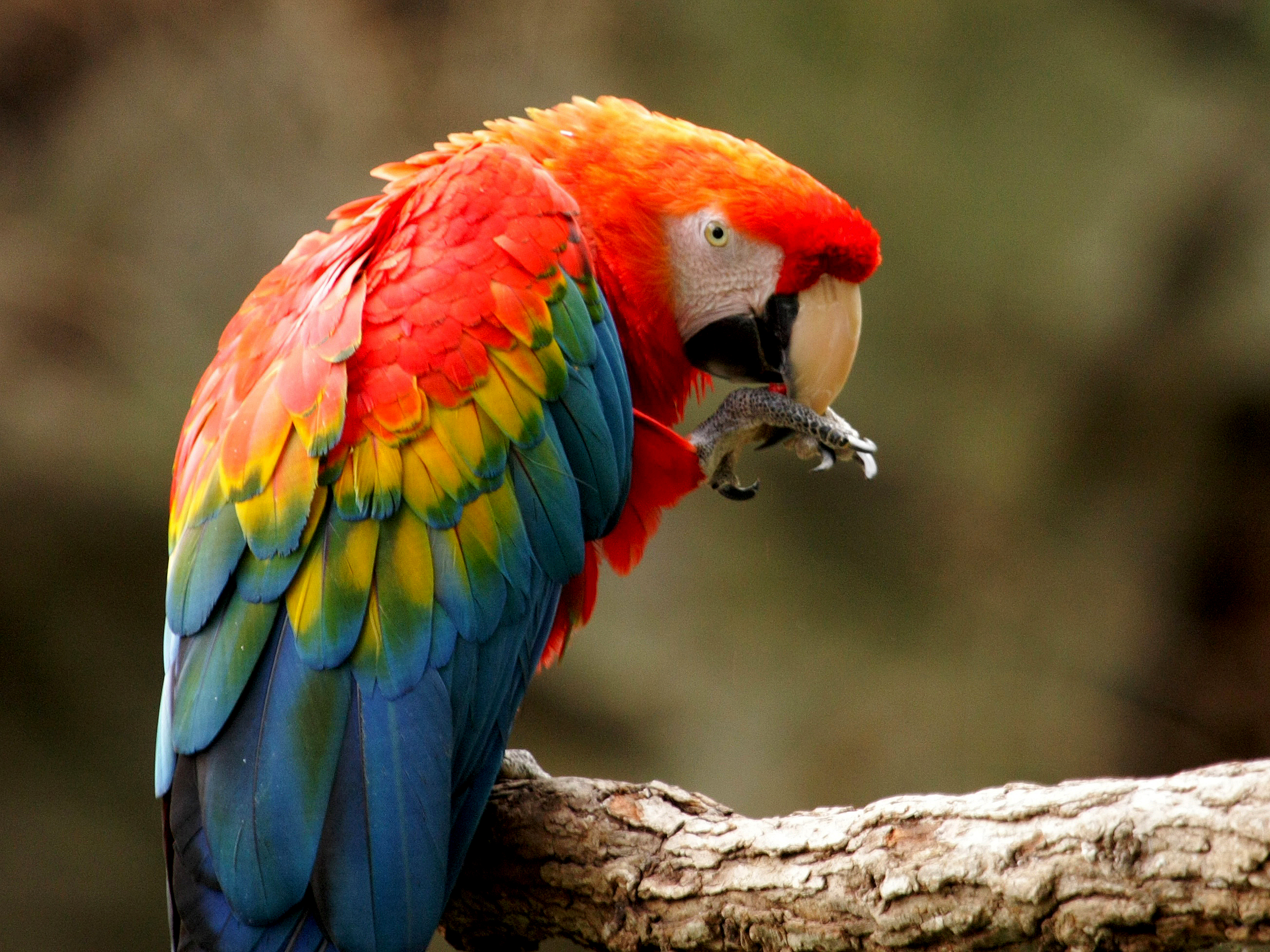
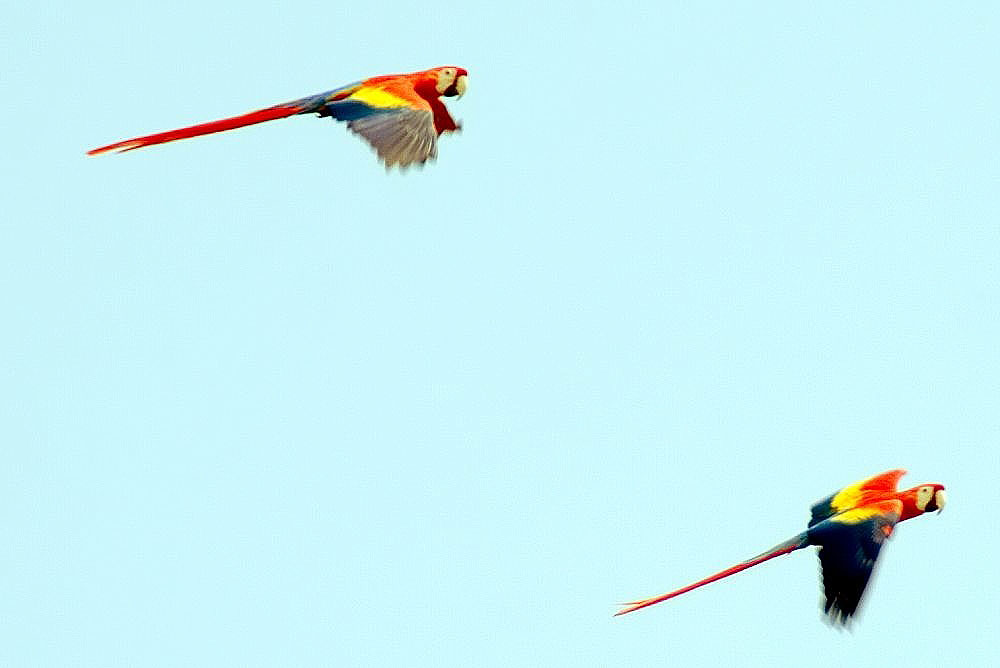
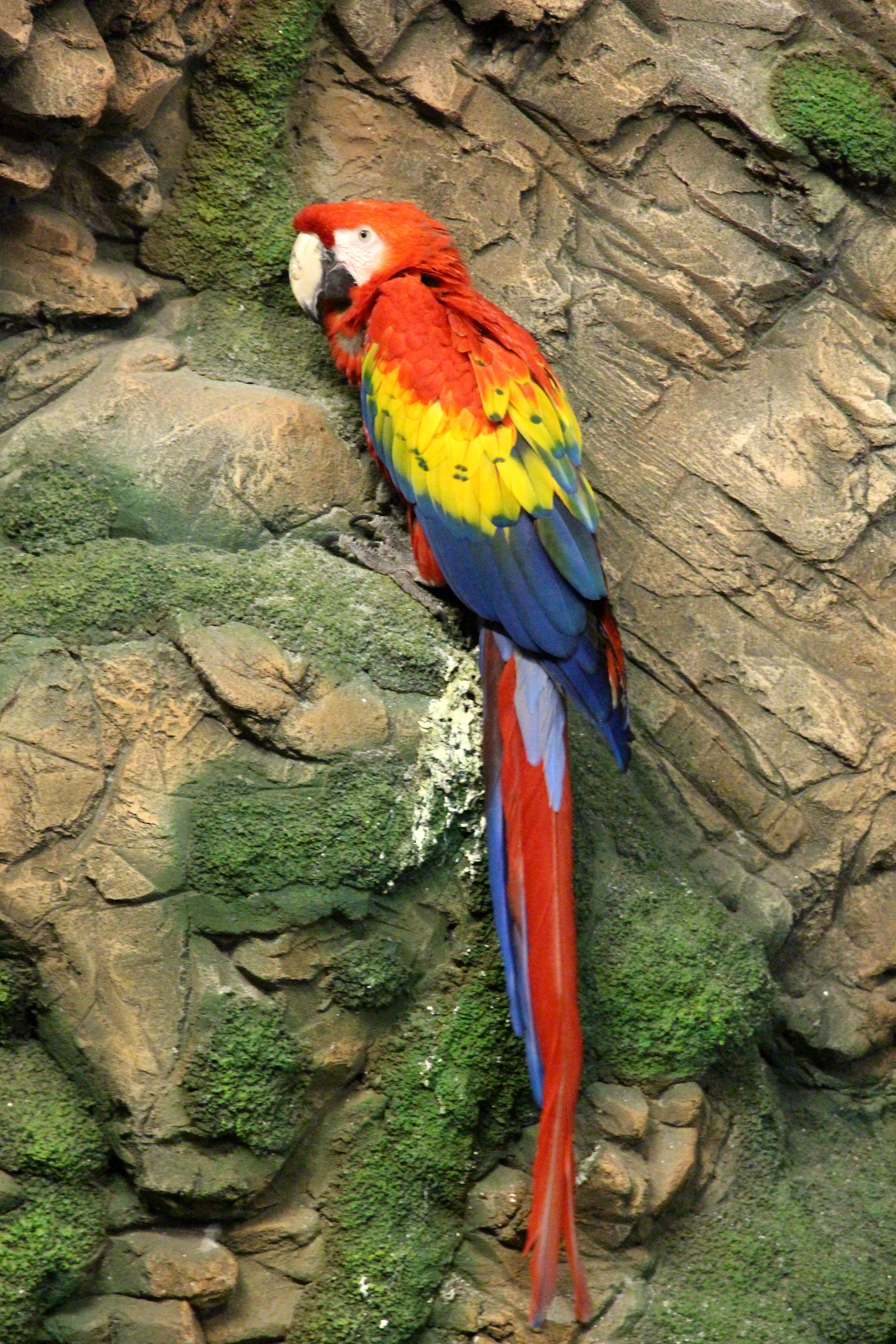